# Hallettsville
Hallettsville è una città della contea di Lavaca, di cui ne è anche il capoluogo, nello Stato del Texas, negli Stati Uniti. Secondo il censimento del 2020, possedeva una popolazione di 2 731 abitanti.

## Geografia fisica
Secondo l'Ufficio del censimento degli Stati Uniti, ha una superficie totale di 2,73 mi² (7,07 km²).

## Storia
John Hallett, uno dei primi coloni a stabilirsi nella zona, ricevette una concessione terriera da Stephen F. Austin nel 1831. Nel 1836, a seguito della morte di Hallett, sua moglie, Margaret L. Hallett, donò i terreni per la progettazione di una città. Nel 1842 divenne il capoluogo della neonata contea di La Baca, in seguito abolita. Nel 1846 fu istituita la contea di Lavaca, poco dopo che il Texas divenne uno stato federale, con i centri abitati di Hallettsville e Petersburg candidati a diventare il capoluogo della contea. Il 14 giugno 1852 si tennero le elezioni per scegliere il capoluogo della contea, che videro vincere nettamente Hallettsville, anche se gli abitanti di Petersburg contestarono le elezioni per imbrogli elettorali. Ad ogni modo, il 28 agosto 1852 Hallettsville divenne il capoluogo della contea. La città è stata riconosciuta il 13 agosto 1870, ma nel 1875 perse l'atto costitutivo e così il 29 giugno 1888 è stata nuovamente riconosciuta. Verso la fine del XIX secolo, si stabilirono immigrati provenienti dalla Cecoslovacchia e dalla Germania. Nel 1887 è stata costruita la linea ferroviaria della San Antonio and Aransas Pass Railway, trasformando Hallettsville in un importante centro di produzione e spedizione per gli agricoltori e allevatori della zona.

## Società

### Evoluzione demografica
Secondo il censimento del 2020, la popolazione era di 2 731 abitanti. Al precedente censimento, quello del 2010, la popolazione era di 2 550 abitanti.

### Etnie e minoranze straniere
Secondo il censimento del 2020, la composizione etnica della città era formata dal 60,89% di bianchi, il 16,11% di afroamericani, l'1,1% di asiatici, lo 0,11% di altre etnie e il 2,86% di due o più etnie. Ispanici o latinos di qualunque etnia erano il 18,93% della popolazione.

## Cultura
L'istruzione nella città di Hallettsville è fornita dall'Hallettsville Independent School District.